# Centre commercial et de loisirs de Bab Ezzouar
Le Centre commercial et de loisirs de Bab Ezzouar (arabe : المركز التجاري لباب الزوار) est un centre commercial situé à Bab Ezzouar en Algérie. Avec une surface de 100 000 m2, il est le deuxième plus grand centre commercial d'Algérie après le centre commercial Park Mall Sétif.

## Historique
Le centre commercial de  Bab Ezzouar est conçu par l'architecte Philippe Weber qui est notamment l'auteur du Centre commercial & de loisirs La Praille à Genève en collaboration avec Olivier Poupard, responsable algérien de l'entreprise française BEG Ingénierie.
La construction est effectuée par le Groupe Valartis. Commencée en mai 2007, il est inauguré en août 2010. Il est dirigé par Kamal Jean Rizk directeur général de la SCCA, et Alain Rolland président de la SCCA.

## Caractéristiques
Le Centre commercial et de loisirs de Bab Ezzouar avec une surface de 100 000 m2 et 48 000 m2 GLA (Gross Leasable Area) est un espace de vente et de loisirs sur trois étages dont un hypermarché Uno de 7 000 m2.